# إبراهيم بزغودي
إبراهيم بزغودي  (1983 المغرب) هو لاعب كرة قدم مغربي محترف، بصفوف نادي اتحاد طنجة. يرتدي القميص رقم 20 لعب سابقا لفريق الجيش الملكي أولمبيك خريبكة

## روابط خارجية
- إبراهيم بزغودي على موقع قاعدة بيانات كرة القدم.إي يو (الإنجليزية)